# 2017년 영화
다음은 2017년 영화에 대한 정보이다. 이 해에 개봉된 영화와 주요 박스오피스, 영화제 등을 기재한다.

## 2017년 박스오피스
2017년 내에 개봉된 영화를 대상으로 한 전 세계 박스오피스 순위는 다음과 같다.
| 순위 | 제목                                 | 배급사        | 전 세계 수익   |
| ---- | ------------------------------------ | ------------- | -------------- |
| 1    | 미녀와 야수                          | 디즈니        | $1,263,521,126 |
| 2    | 분노의 질주: 더 익스트림             | 유니버설      | $1,235,761,498 |
| 3    | 슈퍼배드 3                           | 유니버설      | $1,033,508,147 |
| 4    | 스타워즈: 더 라스트 제다이           | 디즈니        | $953,362,228   |
| 5    | 스파이더맨: 홈커밍                   | 소니          | $880,166,924   |
| 6    | 특수부대 전랑2                       | UE            | $870,325,439   |
| 7    | 가디언즈 오브 갤럭시 VOL. 2          | 디즈니        | $863,565,527   |
| 8    | 토르: 라그나로크                     | 디즈니        | $847,321,810   |
| 9    | 원더우먼                             | 워너 브라더스 | $821,847,012   |
| 10   | 캐리비안의 해적: 죽은 자는 말이 없다 | 디즈니        | $794,861,794   |

### 대한민국
2017년 대한민국 내에서 개봉한 영화를 대상으로 한 대한민국 박스오피스 순위이다. 위쪽 순위와는 달리 대한민국 개봉일 기준으로 2017년 내에 개봉한 영화를 등재하며, 기준일은 1월 1일부터 12월 31일까지다. 2017년 한 해 극장관객 수는 2억 2천만 명으로, 역대 최대치를 기록했다.
《택시운전사》가 천만 관객 돌파 영화가 되었으며 총 1,200만 관객을 끌어모았다. 외화 중에서는 《스파이더맨: 홈커밍》이 720만 관객을 모으며 4위에 들었고, 전 세계 박스오피스 1위를 기록한 《미녀와 야수》는 9위에, 《킹스맨: 골든 서클》이 10위에 올랐다.
| 순위 | 제목               | 매출액 (원)    | 관객수 (명) |
| ---- | ------------------ | -------------- | ----------- |
| 1    | 택시운전사         | 95,853,645,649 | 12,186,327  |
| 2    | 신과함께: 죄와 벌  | 68,316,465,332 | 8,535,273   |
| 3    | 공조               | 63,783,138,326 | 7,817,631   |
| 4    | 스파이더맨: 홈커밍 | 59,125,813,820 | 7,258,678   |
| 5    | 범죄도시           | 56,318,038,149 | 6,879,844   |
| 6    | 군함도             | 50,510,565,168 | 6,592,151   |
| 7    | 청년경찰           | 44,381,150,516 | 5,653,270   |
| 8    | 더 킹              | 43,484,363,535 | 5,316,015   |
| 9    | 미녀와 야수        | 42,132,607,579 | 5,138,195   |
| 10   | 킹스맨: 골든 서클  | 40,987,484,736 | 4,945,484   |

## 이벤트
영화상
- 2월 25일 : 제89회 아카데미상

영화제
- 2월 9일 ~ 19일 : 제67회 베를린 영화제
- 5월 17일 ~ 28일 : 제70회 칸 영화제[4]
- 7월 17일 ~ 27일 : 제21회 부천국제판타스틱영화제[5]
- 10월 12일 ~ 21일 : 제22회 부산국제영화제[6]
- 10월 25일 ~ 11월 3일 : 제30회 도쿄국제영화제

## 2017년 개봉작
개봉일은 대한민국 기준.

### 외국 영화
국내 영화가 아닌 수입 영화들의 목록이다. 개봉일은 역시 대한민국 기준이며, 대한민국 내에서 개봉한 영화들만을 다룬다. 전 세계에서 2017년에 개봉된 영화를 보고 싶다면 관련 분류를 참고.
| 개봉일 | 개봉일 | 제목                                | 국적             | 감독/출연                                                                              | 장르                        |
| ------ | ------ | ----------------------------------- | ---------------- | -------------------------------------------------------------------------------------- | --------------------------- |
| 1 월   | 2일    | 〈더 레슨: 마지막 수업〉            | 영국             | 감독 루스 플랫 출연 로버트 핸즈, 돌리아 가밴스키                                       | 공포, 스릴러                |
| 1 월   | 2일    | 〈리틀 고비〉                       | 중화인민공화국   | 감독 토니 탕 더빙 이명희, 탁원제, 이보희, 박서진                                       | 애니메이션                  |
| 1 월   | 2일    | 〈엑소시즘 2017〉                   | 미국             | 감독 자레드 콘 출연 사라 말라쿨 레인, 지저스 게바라, 스티브 행스                       | 공포                        |
| 1 월   | 4일    | 〈너의 이름은.〉                    | 일본             | 감독 신카이 마코토 출연 카미키 류노스케, 카미시라이시 모네                             | 애니메이션                  |
| 1 월   | 4일    | 〈사다코 대 카야코〉                | 일본             | 감독 시라이시 코지 출연 야마모토 미즈키, 타마시로 티나, 안도 마사노부                  | 공포, 호러                  |
| 1 월   | 4일    | 〈더 마인즈 아이〉                  | 미국             | 감독 조 베고스 출연 그레이엄 스키퍼, 로렌 애슐리 카터, 존 스퍼레다코스                 | 액션, 공포, SF              |
| 1 월   | 4일    | 〈쇼다운 인 마닐라〉                | 미국             | 감독 마크 다카스코스 출연 마크 다카스코스, 알렉산더 네브스키, 캐스퍼 반 디엔           | 액션                        |
| 1 월   | 4일    | 〈눈의 여왕 3: 눈과 불의 마법대결〉 | 러시아           | 감독 알렉세이 트시칠린 더빙 박지윤, 엄상현, 남도형, 박상훈, 이재범                     | 애니메이션                  |
| 1 월   | 4일    | 〈내 어깨 위 고양이, 밥〉           | 영국             | 감독 로저 스포티스우드 출연 루크 트레더웨이                                            | 드라마                      |
| 1 월   | 5일    | 〈도망자 2016〉                     | 미국             | 감독 제이슨 모모아 출연 제이슨 모모아, 사라 샤이, 리사 보넷                            | 범죄, 스릴러, 드라마        |
| 1 월   | 5일    | 〈소림사 무림탐정-취의전장〉        | 중화인민공화국   | 감독 해도 출연 한삭, 유관성                                                            | 액션                        |
| 1 월   | 5일    | 〈엘리미네이터〉                    | 영국 미국        | 감독 제임스 넌 출연 스콧 앳킨스, 제임스 코스모                                         | 액션                        |
| 1 월   | 6일    | 〈인테로게이션〉                    | 미국             | 감독 스티븐 레이놀즈 출연 애덤 코플랜드, 시제이 페리                                   | 액션, 스릴러, 범죄          |
| 1 월   | 10일   | 〈더 프레피 커넥션〉                | 미국             | 감독 조셉 카스텔로 출연 토머스 맨, 루시 프라이, 로건 허프먼                            | 범죄, 드라마                |
| 1 월   | 11일   | 〈너브〉                            | 미국             | 감독 헨리 유스트, 아리엘 슐만 출연 엠마 로버츠, 줄리엣 루이스                          | 어드벤처                    |
| 1 월   | 11일   | 〈녹터널 애니멀스〉                 | 미국             | 감독 톰 포드 출연 에이미 아담스, 제이크 질렌할, 마이클 섀넌, 애런 존슨                 | 드라마, 스릴러              |
| 1 월   | 11일   | 〈세상의 모든 엄마와 딸들〉         | 미국             | 감독 폴 더드리지 출연 셀마 블레어, 수잔 서랜든, 샤론 스톤. 크리스티나 리치             | 드라마                      |
| 1 월   | 11일   | 〈얼라이드〉                        | 미국             | 감독 로버트 저메키스 출연 브래드 피트, 마리옹 꼬띠아르, 리지 캐플란                    | 스릴러, 드라마, 멜로/로맨스 |
| 1 월   | 11일   | 〈어쌔신 크리드〉                   | 미국 영국 프랑스 | 감독 저스틴 커젤 출연 마이클 패스벤더, 마리옹 코티아르, 아리안 라베드, 제레미 아이언스 | 액션, 어드벤처, 판타지, SF  |
| 1 월   | 11일   | 〈분신사바: 소녀의 저주〉           | 홍콩             | 감독 황백기 출연 찬긴팡, 장사민, 소음음, 나란                                          | 공포, 스릴러                |
| 1 월   | 11일   | 〈더 정글〉                         | 오스트레일리아   | 감독 앤드류 트라우키                                                                   | 스릴러                      |

## 영화인
부고
- 1월 6일 - 인도의 배우 옴 푸리
- 1월 19일 - 미국의 배우 미겔 페러
- 1월 25일 - 미국의 배우 메리 타일러 무어
- 1월 27일 - 영국의 배우 존 허트
- 2월 6일 - 대한민국의 배우 김길호
- 2월 7일 - 미국의 배우 리처드 해치
- 2월 19일 - 대한민국의 배우 김지영
- 2월 26일 - 미국의 배우 빌 팩스턴